# Eriophora tricentra
Eriophora tricentra là một loài nhện trong họ Araneidae.
Loài này thuộc chi Eriophora. Eriophora tricentra được miêu tả năm 1994 bởi Zhu & Da-xiang Song.